# Angels Like You
Angels Like You ist ein Lied der US-amerikanischen Popsängerin Miley Cyrus. Es wurde von Louis Bell, Cyrus, Ali Tamposi, Ryan Tedder und Andrew Watt geschrieben und von letzteren beiden auch produziert. Es wurde am 12. März 2021 als dritte und letzte Single aus Cyrus’ siebtem Studioalbum Plastic Hearts ausgekoppelt.

## Hintergrund
Angels Like You wurde ursprünglich am 27. November 2020 auf Cyrus’ siebtem Studioalbum Plastic Hearts veröffentlicht. Ab dem 16. März 2021 war der Song im Contemporary Hit Radio in Australien zu hören. Im Vereinigten Königreich spielten die Radios das Lied ab dem 20. März, in Italien ab dem 9. April 2021.
Es wird spekuliert, dass der Text des Liedes von Cyrus’ ehemaliger Beziehung zu Kaitlynn Carter handelt.

## Liveauftritte
Cyrus ist mit Angels Like You bei einer Show vor dem Super Bowl LV in Tampa am 7. Februar 2021 aufgetreten sowie beim Lollapalooza Festival in Chicago am 29. Juli 2021.

## Musikvideo
Das offizielle Musikvideo zu Angels Like You erschien am 8. März 2021. Das Video wurde am 7. Februar 2021 bei Cyrus’ Auftritt vor dem Super Bowl LV in Tampa aufgenommen. Es sind sowohl Ausschnitte von Cyrus’ Auftritt mit dem Song sowie im Backstage-Bereich zu sehen. Das Video endet mit einer persönlichen Botschaft von Cyrus, in welcher sie die COVID-19-Impfung befürwortet.

## Kommerzieller Erfolg

### Chartplatzierungen
Angels Like You erreichte in der Schweiz Rang 91 der Singlecharts und platzierte sich eine Woche in den Charts. Das Lied wurde zum 20. Charthit für Cyrus als Interpretin in der Schweiz. In den britischen Charts platzierte sich Angels Like You ebenfalls eine Woche in den Top 100 und erreichte dabei Rang 66. Hier ist es der 34. Charthit von Cyrus. In Deutschland verfehlte das Lied die Singlecharts, konnte sich jedoch auf Rang acht der Single-Trend-Charts vom 4. Dezember 2020 platzieren.
| ChartsChartplatzierungen     | Höchstplatzierung | Wochen |
| ---------------------------- | ----------------- | ------ |
| Schweiz (IFPI)               | 91 (1 Wo.)        | 1      |
| Vereinigtes Königreich (OCC) | 66 (1 Wo.)        | 1      |

### Auszeichnungen für Musikverkäufe
| Land/Region                  | Auszeichnungen für Musikverkäufe (Land/Region, Auszeichnung, Verkäufe) | Verkäufe  |
| ---------------------------- | ---------------------------------------------------------------------- | --------- |
| Australien (ARIA)            | Gold                                                                   | 35.000    |
| Brasilien (PMB)              | 2× Diamant                                                             | 320.000   |
| Dänemark (IFPI)              | Gold                                                                   | 45.000    |
| Frankreich (SNEP)            | Gold                                                                   | 100.000   |
| Mexiko (AMPROFON)            | 3× Gold                                                                | 210.000   |
| Polen (ZPAV)                 | Gold                                                                   | 25.000    |
| Spanien (Promusicae)         | Platin                                                                 | 60.000    |
| Vereinigte Staaten (RIAA)    | Platin                                                                 | 1.000.000 |
| Vereinigtes Königreich (BPI) | Gold                                                                   | 400.000   |
| Insgesamt                    | 6× Gold · 3× Platin · 2× Diamant ·                                     | 2.195.000 |

Hauptartikel: Miley Cyrus/Auszeichnungen für Musikverkäufe